# ميركوري-ريدستون 3

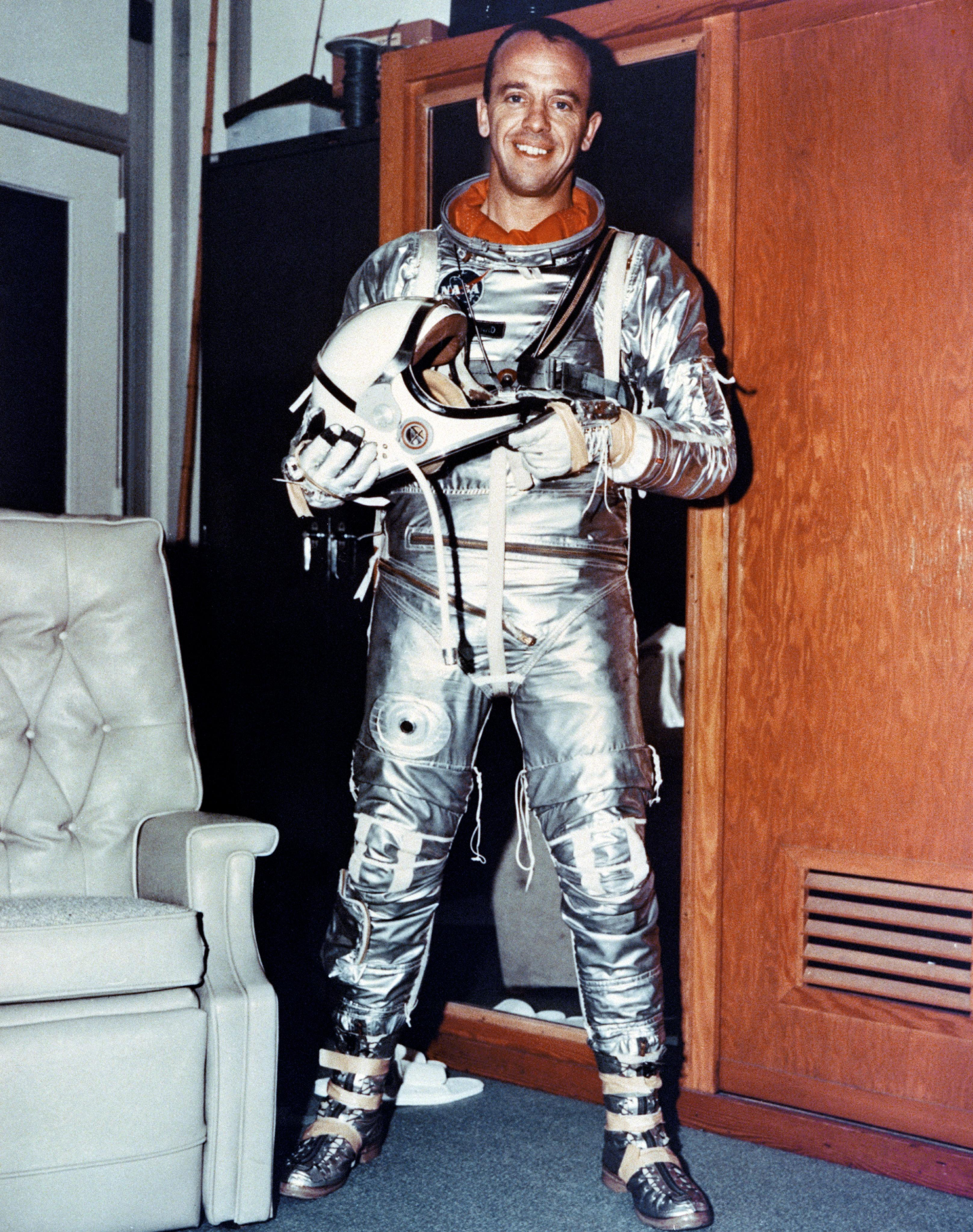

ميركوري-ريدستون 3 (بالإنجليزية: Mercury-Redstone 3) مركبة فضاء أطلقتها الولايات المتحدة في 5 مايو 1961. وكانت تحمل رائد الفضاء ألان شيبارد، أول أمريكي يصعد إلى الفضاء وثاني إنسان بعد جاجارين.
لم تدم الرحلة لأكثر من 16 دقيقة، وعلى عكس رحلة يوري جاجارين التي دارت به دورة كاملة حول الأرض، فإن المركبة الفضائية ميركوري-ريدستون 3 لم تفعل سوى الصعود إلى أعلى والهبوط إلى أسفل لا أكثر ولا أقل. ويعتبر اليوم «ألان شيبارد» أول رائد فضاء يعود بسفينته إلى الأرض بعد أن عرفنا أن «جاجارين» كان قد قفز من المركبة بالمظلة. وقد انتقد الرئيس السوفيتي نيكيتا خوروشوف الرحلة ووصفها بأنها ليست أكثر من قفزة برغوث.
أطلق شيبارد على الكبسولة الفضائية اسم فريدوم 7، وبذلك يكون الأول بين رواد فضاء ميركوري الستة المتبقيين بتسمية المركبة الفضائية الخاصة بهم. أضيف الرقم 7 لجميع أسماء مركبات ميركوري المأهولة لتكريم مجموعة ناسا الأولى من رواد الفضاء السبعة. وصلت مركبته الفضائية إلى ارتفاع 101.2 ميلًا بحريًا (116.5 ميلًا أرضيًا، 187.5 كيلومترًا) وسافرت مسافة ضمن المسار 263.1 ميلًا بحريًا (302.8 ميلًا أرضيًا، 487.3 كيلومترًا). كانت هذه الرحلة الرابعة لمركبة الإطلاق ميركوري-ريدستون، من كيب كانافيرال، فلوريدا، بالقرب من المحيط الأطلسي.
خلال الرحلة، راقب شيبارد الأرض واختبر نظام التحكم بالوضعية للكبسولة، وأدار الكبسولة لتوجيه درع الحرارة الكليل (غير الحاد) إلى الأمام لإعادة الدخول إلى الغلاف الجوي. واختبر أيضًا الصواريخ الكابحة التي ستُعيد لاحقًا بعثات من المدار، على الرغم من أن الكبسولة لم يكن لديها طاقة كافية للبقاء في المدار. بعد إعادة الدخول للغلاف، هبطت الكبسولة بالمظلة في شمال المحيط الأطلسي قبالة جزر البهاماس. اُلتقط شيبارد والكبسولة بواسطة طائرة هليكوبتر وأُحضروا إلى حاملة الطائرات الأمريكية يو إس إس ليك شامبلين.
لاقت المهمة نجاحًا تقنيًا، على الرغم من أن الفخر الأمريكي بالإنجاز تضاءل من حقيقة أنه قبل ثلاثة أسابيع فقط، أطلق الاتحاد السوفيتي أول إنسان إلى الفضاء، يوري جاجارين، الذي أكمل مدارًا واحدًا في فوستوك 1. عُقد اليوم الوطني لرواد الفضاء في 5 في مايو عام 2017 للإشادة بهذه الرحلة الأولى.

## التجهيزات
سُلمت المركبة فريدوم 7، كبسولة ميركوري #7، إلى كيب كانافيرال في 9 ديسمبر 1960. كان من المتوقع في الأصل أن تُطلق مهمة بعد وقت قصير من توفر المركبة، ولكن تبين أن الكبسولة #7 تتطلب تطويرًا مكثفًا واختبار عمل قبل أن تعتبر آمنة للطيران. ومع ذلك، نظرًا لأنها خُصصت منذ الصيف كأول مركبة فضائية مأهولة، اُتخذ القرار بتأجيل المهمة حتى تصبح هذه الكبسولة الخاصة جاهزة، مع تاريخ إطلاق تجريبي في 6 مارس، بدلاً من استخدام كبسولة بديلة.  سُلم المعزز المقصود في الأصل من أجل الرحلة ريدستون #3، إلى كيب في أوائل ديسمبر؛ ومع ذلك، اُستخدم في رحلة اختبار «ميركوري-ريدستون 1A» في 19 ديسمبر. لم تصل ريدستون #7إلى كيب حتى أواخر مارس؛ ولكن بحلول هذا الوقت، أُجلت المهمة لانتظار نتائج رحلة تجريبية أخرى.
في أواخر عام 1960، تزايدت المخاوف بشأن معايير مركبة الإطلاق ريدستون؛ واجهت رحلة اختبار «ميركوري-ريدستون 2»، التي «قادها» شمبانزي، مشاكل تقنية أثناء الإطلاق مما أدى إلى تحليق المركبة بعلو ومسافة وسرعة أكثر مما ينبغي. وكنتيجة لذلك، كانت المهمة أطول من المخطط بدقيقتين، وعرضت إعادة الدخول المسافر إلى 14.7 القوة جي بدلاً من الرقم المخطط له وهو حوالي 12 القوة جي. كانت نقطة الهبوط على بعد ستين ميلًا من أقرب سفينة استرجاع، واستغرق الأمر أكثر من ساعتين ونصف قبل أن تتمكن طائرة هليكوبتر من استعادة الكبسولة وراكبها -وفي ذلك الوقت كانت قد غرقت تقريبًا. ونتيجة لذلك، لم ترغب ناسا في إطلاق مهمة «ميركوري-ريدستون 3» دون المزيد من أعمال التطوير؛ بحلول أواخر فبراير، تطلبت سبعة تعديلات رئيسية قاموا بها على المُعزز اختبارات إضافية. أُضيفت رحلة اختبار إضافية وفقًا للجدول الزمني، «ميركوري-ريدستون بي دي» من أجل تطوير المُعزز، وكان تعرف في الأصل باسم «ميركوري-ريدستون 2 إيه»، وكان من المفترض إطلاقها في 28 مارس، وتأخير رحلة «ميركوري-ريدستون 3» إلى 25 أبريل. كانت رحلة «ميركوري-ريدستون بي دي» ناجحة بالكامل تقريبًا، مما يضمن أن رحلة «ميركوري-ريدستون 3» المأهولة يمكنها المضي قدمًا دون مزيد من التأخير.
اُختير طيار «ميركوري-ريدستون 3» مسبقًا قبل عدة أشهر، في أوائل يناير، من قبل رئيس البرنامج، روبرت آر. غيلروث. اختير آلان شيبارد كطيار رئيسي، مع جون غلين وغوس غريسوم كمساعدين؛ واصل الأعضاء الآخرون لمجموعة ميركوري السبعة التدريب من أجل مهمات لاحقة. أُعلنت الأسماء الثلاثة للصحافة في 22 فبراير دون أي إشارة إلى أي من الثلاثة كان من المتوقع أن يطير في المهمة. أُعلن عن اسم شيبارد علنًا فقط بعد إلغاء محاولة الإطلاق الأولية، حيث أراد غيلروث أن يبقي خياراته مفتوحة في حال اضطر إلى تغييرات في خصوص الكادر (الموظفين) في اللحظة الأخيرة. خدم غلين كمساعد لشيبارد في يوم الإطلاق، مع تركيز غريسوم على التدريب على «ميركوري-ريدستون 4»، المهمة دون المدارية التالية.
ألغيت محاولة الإطلاق الأولية، في 2 مايو، بسبب مشاكل الطقس قبل ساعتين وعشرين دقيقة من موعد الإطلاق. أعيدت جدولة الرحلة إلى يومين بعد ذلك، وثم أُجلت أيضًا ليوم آخر بسبب الظروف الجوية القاسية، حتى 5 مايو، وكان وقت الإطلاق المتوقع من 7:20 صباحًا EST «توقيت المنطقة الزمنية الشرقية القياسي».

## الرحلة
بدأ العد التنازلي في الساعة 8:30 مساءً. في الليلة السابقة، مع استيقاظ شيبارد وتناوله لوجبة إفطار من شرائح اللحم والبيض مع الخبز المحمص والقهوة وعصير البرتقال «أصبح إفطار شرائح اللحم والبيض تقليدًا لرواد الفضاء صباح يوم الإطلاق». دخل المركبة الفضائية في الساعة 5:15 صباحًا «توقيت المنطقة الزمنية الشرقية»، ما يزيد قليلاً عن ساعتين قبل وقت الإطلاق المخطط 7:20. في الساعة 7:05 صباحًا، أخر الإطلاق لمدة ساعة حتى تزول الغيوم (الغطاء السحابي) -الرؤية الجيدة ضرورية من أجل صور الأرض- ويتم إصلاح وحدة تزويد الطاقة؛ بعد وقت قصير من إعادة بدء العد التنازلي، طُلب إيقاف آخر من أجل إعادة تشغيل كمبيوتر في مركز غودارد لرحلات الفضاء. استؤنف العد التنازلي في نهاية المطاف، بعد ما يزيد قليلًا عن ساعتين ونصف من عمليات الإيقاف غير المخطط لها، واستمرت دون أي مشكلات أخرى. أدت جميع التأخيرات إلى استلقاء شيبارد على ظهره في الكبسولة لمدة ثلاث ساعات تقريبًا، حيث اشتكى إلى طاقم الغرفة المحصنة (غرفة لحماية المهندسين المسؤولين عن إطلاق الصاروخ) بأنه يحتاج بشدة إلى التبول «لأن المهمة ستستغرق أقل من 20 دقيقة، لم يفكر أحد في تجهيز المركبة بجهاز جمع بول». أخبره الطاقم أن هذا أمر مستحيل لأنهم يجب أن يجهزوا الغرفة البيضاء ويضيعوا قدرًا كبيرًا من الوقت في إزالة فتحة ميركوري المثبتة بقوة. أعلن شيبارد الغاضب أنه إذا لم يتمكن من الخروج للذهاب للحمام، فإنه سيتبول ببساطة في بدلته. عندما احتج طاقم التجهيزات على أن ذلك بأنه سيؤدي إلى قصر كهربائي في الأقطاب الكهربائية الطبية على جسده، أخبرهم أن يطفئوا التيار الكهربائي ببساطة. امتثلوا، وأفرغ شيبارد مثانته. بسبب الوضعية التي كان يجلس فيها، تجمع البول في مكان ما تحت ظهره ومع تدفق الأكسجين عبر البدلة، سرعان ما جفت، واستؤنف العد التنازلي.
أقلعت ميركوري-ريدستون 3 أخيرًا الساعة 9:34 صباحًا «توقيت المنطقة الزمنية الشرقية»، شاهدها ما يقدر بنحو 45 مليون شخص على التلفاز في الولايات المتحدة. تعرض شيبارد إلى تسارع أقصى بقيمة 6.3 قوة جي قبل توقف محرك ريدستون، بعد دقيقتين و22 ثانية بعد الإطلاق. كانت سرعة فريدوم 7 الثابتة في الفضاء 5134 ميل في الساعة (8,262 كيلومتر/ساعة)، على مقربة من القيمة المخططة. بعد عشر ثوان، قُذف برج الإقلاع. عند علامة الثلاث دقائق، دوّر نظام التحكم بالوضعية فريدوم 7، وبذلك وّجه الدرع الحراري للأمام مستعدًا لإعادة الدخول.
أصبح بإمكان شيبرد التحكم اليدوي بالمركبة الفضائية، وبدأ اختبار ما إذا كان قادرًا على ضبط اتجاهها. أول شيء فعله هو وضع المركبة الفضائية في وضعية اتجاه كبحي بمعدل 34 درجة انحدار (مقدمة المركبة الفضائية تنحدر بمقدار 34 درجة). ثم اختبر التحكم اليدوي في الانحراف، والحركة من اليسار إلى اليمين، والالتفاف. عندما تولى السيطرة على جميع المحاور الثلاثة، وجد أن استجابة المركبة الفضائية كانت تقريبًا مثل استجابة محاكي ميركوري؛ ومع ذلك، لم يستطع سماع إطلاق النفاثات، كما حدث على الأرض، بسبب مستويات الضوضاء الخلفية.